# Radio Néo
Radio Néo est une radio musicale associative, dont le projet s’articule autour de la découverte musicale, la mise en valeur de la scène émergente et du live.

## Historique et fréquences
Radio Néo est fondée en 2001 par Eric Baptiste, Stéphan Paris et Enrico Della Rosa. Portés par la liberté d’expression du mouvement des radios libres, avant l’explosion de la bande FM, ils décident de donner vie à un média au service des artistes émergents afin d’offrir une alternative de diffusion dans un paysage radiophonique ayant tendance à s’uniformiser.
Radio Néo est gérée par l’association « Les Antennes de la relève », dont la présidence est assurée depuis 2015 par Olivier Poubelle.
En Île de France, Radio Néo est diffusée en fréquence partagée sur le 95.2 FM de 7h à 14h et de 19h à 23h.
Depuis 2008, Radio Néo est diffusée 24H/24 à Toulouse.
La radio diffuse en radio numérique terrestre sur Paris et Marseille. 
Radio Néo est également diffusée sur internet.
Certaines émissions d’OKLM radio (La Sauce, Roule avec Driver et Debout Wouldi) ainsi que de Brain Magazine (Sérieusement et 120 VDB par minute) y sont enregistrées quotidiennement.